# 찬국수

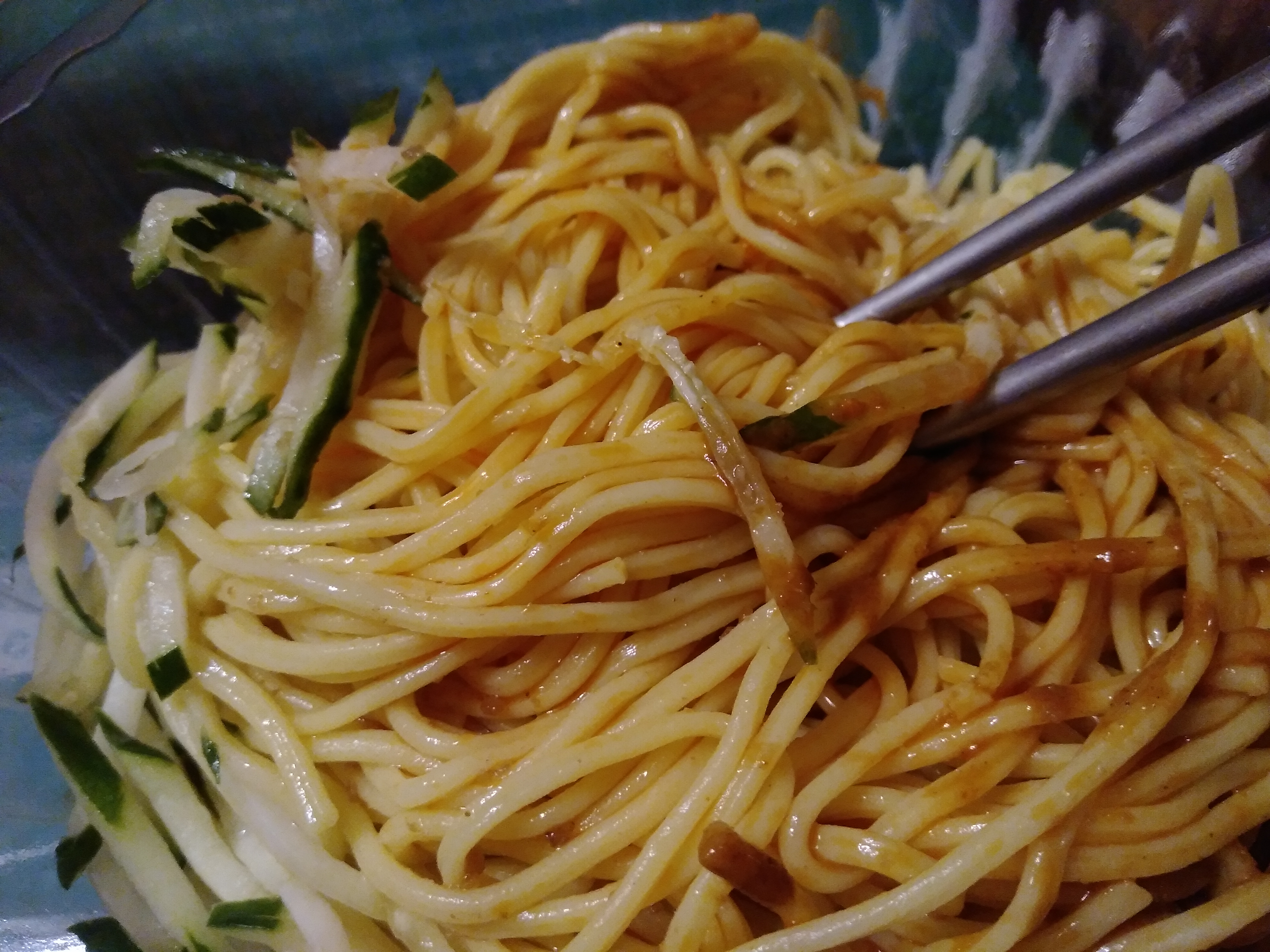
찬국수

찬국수는 차가운 국수 요리를 말한다.

## 한국
찬국수 중 가장 유명한 것은 냉면이다. 양념을 이용한 비빔국수나 콩을 이용한 콩국수 등 다양한 찬국수 요리가 존재하며, 조선민주주의인민공화국에서는 국수라고 하면 보통 찬국수를 가리킨다.
- 국시
- 냉면
  - 막국수
  - 밀면
- 비빔국수
  - 쫄면
- 잣국수
- 콩국수
- 초계국수

## 일본
소바는 차게 먹는다. 냉 소면요리와 쿠레레멘 등의 일본 전통의 찬국수가 있다.
한국식으로는 모리오카 냉면과, 중국식의 냉라멘(히야시추카)도 있다.

## 중국
중국 전통의 찬국수가 있다. 재중동포들이 만든 연길냉면도 있다.

## 서양
파스타 샐러드 등이 있다.